# Kenmare River SAC
Kenmare River SAC este o arie protejată (sit de importanță comunitară — SCI) din Irlanda întinsă pe o suprafață de 43.267,5 ha, integral pe uscat.

## Localizare
Centrul sitului Kenmare River SAC este situat la coordonatele 51°43′12″N 10°03′15″W / 51.719924°N 10.054286°V.

## Înființare
Situl Kenmare River SAC a fost declarat sit de importanță comunitară în octombrie 2001 pentru a proteja 6 specii de animale.

## Biodiversitate
Situată în ecoregiunea atlantică, aria protejată conține 12 habitate naturale: Golfuri mici largi și golfuri puțin adânci, Recifuri, Vegetație perenă pe țărmurile stâncoase, Faleze cu vegetație de pe coastele atlantice și baltice, Pășuni atlantice udate de apa mării (Glauco-Puccinellietalia maritimae), Pășuni mediteraneene udate de apa mării (Juncetalia maritimi), Dune mobile de-a lungul țărmului cu Ammophila arenaria („dune albe”), Dune de coastă fixe cu vegetație erbacee („dune gri”), Pajiști uscate europene, Formațiuni de Juniperus communis pe lande sau pajiști calcaroase, Pajiști calaminariene cu Violetalia calaminariae, Peșteri marine scufundate complet sau parțial.
La baza desemnării sitului se află mai multe specii protejate:
- păsări (2): chiră mică (Sterna albifrons), Sterna paradisaea
- mamifere (3): vidră de râu (Lutra lutra), focă obișnuită (Phoca vitulina), liliacul mic cu potcoavă (Rhinolophus hipposideros)
- nevertebrate (1): Vertigo angustior

Pe lângă speciile protejate, pe teritoriul sitului au mai fost identificate 5 specii de plante, 23 de specii de nevertebrate.